# الکسا نیوفیلد
الکسا نیوفیلد (انگلیسی: Alexa Newfield؛ زادهٔ ۳ دسامبر ۱۹۹۱) بازیکن فوتبال اهل ایالات متحده آمریکا است.
از باشگاه‌هایی که در آن بازی کرده‌است می‌توان به اف سی کانزاس سیتی اشاره کرد.